# Русин, Иван Фёдорович
Иван Фёдорович Русин (4 августа 1913, станица Казанская, Кубанская область — 29 декабря 1977, Сочи) — Герой Советского Союза, водитель боевой машины «БМ-13» («катюша») 259-го гвардейского миномётного дивизиона (43-й гвардейский миномётный полк, 4-й гвардейский кавалерийский корпус, 1-й Белорусский фронт).

## Биография
Родился в семье казака-хлебороба. Окончил 6 классов (средняя школа № 6). В начале 1930-х годов с семьей переехал в Сочи.
В марте 1941 года был призван в Красную Армию. Начало войны встретил в Литве, был назначен водителем боевой машины «БМ-13» («катюша»). Освобождал Тамань, штурмовал Кёнигсберг, Гданьск, форсировал Одер.
Отличился в боях при освобождении Брестской области. С 6 по 27 июля 1944 года в районе сёл Большие Жуковичи, Медзеневичи, Ставы и Верполе в составе расчёта принимал участие в отражении контратак противника; сжёг 2 танка, был контужен, но вывез с поля боя командира и раненых товарищей. Звание Героя Советского Союза присвоено 26 октября 1944 года. В 1944 году вступил в ВКП(б).
В 1945 году гвардии младший сержант И. Ф. Русин был уволен в запас. В городе Сочи работал в течение 30 лет шофёром на пассажирском автотранспортном предприятии № 1.
Похоронен на Центральном кладбище города Сочи.

## Награды
- Медаль «Золотая Звезда» Героя Советского Союза (26.10.1944);
- орден Ленина (1944);
- орден Отечественной войны;
- орден Красной Звезды;
- орден Трудового Красного Знамени;
- медаль «За отвагу».

## Память

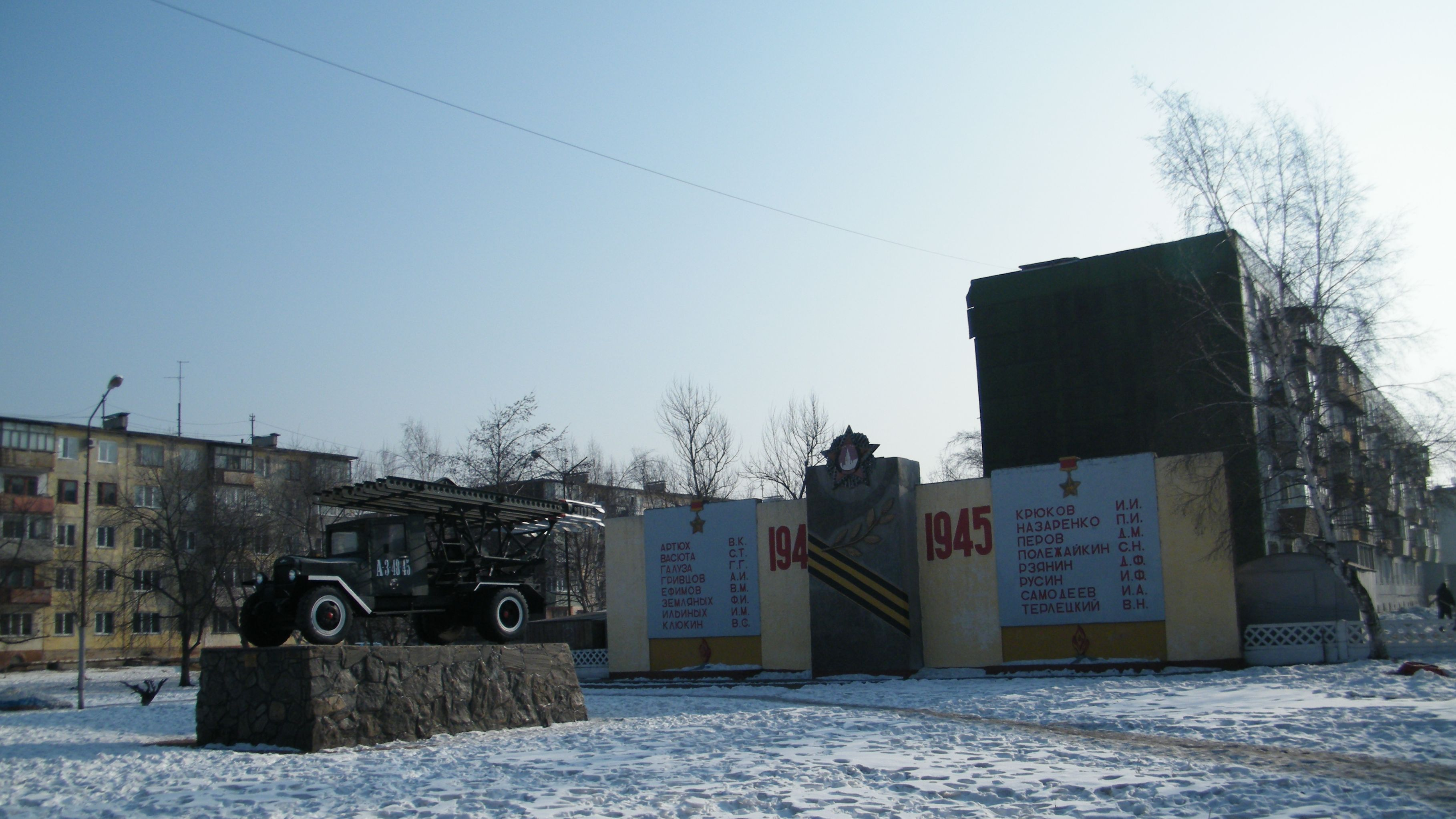
Город Уссурийск, УВВАКУ

- В станице Казанская Краснодарского края именем И. Ф. Русина названа улица, на которой он жил в детстве.
- На здании школы, где он учился, установлена мемориальная доска с памятной надписью.
- Имя воина-водителя, Героя Советского Союза Русина И. Ф. увековечено на стене памяти Уссурийского высшего военного автомобильного командного училища.